# 四溴化碲
四溴化碲（化学式：TeBr4）是一种无机化合物，它和TeCl4有着相似结构。它可以通过溴和碲的反应制备。在气态TeBr4中，按下式解离：
TeBr4 → TeBr2 + Br2
TeBr4熔化时是一个导体，这是因为它解离出TeBr3+和Br−两种离子。
它的苯或甲苯溶液不导电，且TeBr4以四聚体（Te4Br16）的形式呈现出来。在有配位能力的溶剂，如乙腈中，可以形成导电的溶液：
TeBr4 + 2CH3CN → (CH3CN)2TeBr3+ + Br−